# Cteatus
Cteatus is een geslacht van kevers uit de familie van de loopkevers (Carabidae). De wetenschappelijke naam van het geslacht is voor het eerst geldig gepubliceerd in 1936 door Liebke.

## Soorten
Het geslacht Cteatus is monotypisch en omvat slechts de volgende soort:
- Cteatus bruchi Liebke, 1936